# Cinmethylin
Cinmethylin ist eine chemische Verbindung, die als Vorauflaufherbizid Verwendung fand. Es ist ein Derivat des natürlichen Terpens 1,4-Cineol.
Cinmethylin wirkt durch Hemmung der Tyrosinaminotransferase (TAT) im Tyrosinstoffwechsel, welche zur Synthese von Plastochinonen und Tocopherolen benötigt wird.
Cinmethylin kommt als Racemat zum Einsatz. Es wurde 1989 von Shell eingeführt.

## Gewinnung und Darstellung
Cinmethylin kann durch mehrstufige Reaktion ausgehend von α-Terpinen mit tert-Butylhydroperoxid und 2-Methylbenzylchlorid gewonnen werden.

## Zulassung
Der Wirkstoff Cinmethylin steht nicht auf der Liste der in der EU zulässigen Wirkstoffe von Pflanzenschutzmitteln.
In der Schweiz, Österreich und Deutschland ist kein Pflanzenschutzmittel zugelassen, das Cinmethylin als Wirkstoff enthält.